# لانچیا ثسیس
لانچیا ثسیس (Lancia Thesis) خودرویی است که در سال‌های ۲۰۰۲ تا ۲۰۰۹.در تورین، ایتالیا، تورین و ایتالیا تولید شده‌است. طراحی آن خودروهای موتور جلو-محور جلو بوده طول آن در حالت طبیعی ۴٬۸۹۰ میلیمتر (۱۹۲٫۵ اینچ) و عرض آن در حالت طبیعی ۱٬۸۳۰ میلیمتر (۷۲٫۰ اینچ) و ارتفاع آن در حالت طبیعی ۱٬۴۷۰ میلیمتر (۵۷٫۹ اینچ) است. سیستم جعبه‌دندهٔ آن ۶ دنده به دو صورت خودکار و دستی است.